# 中国標準ムーブメント

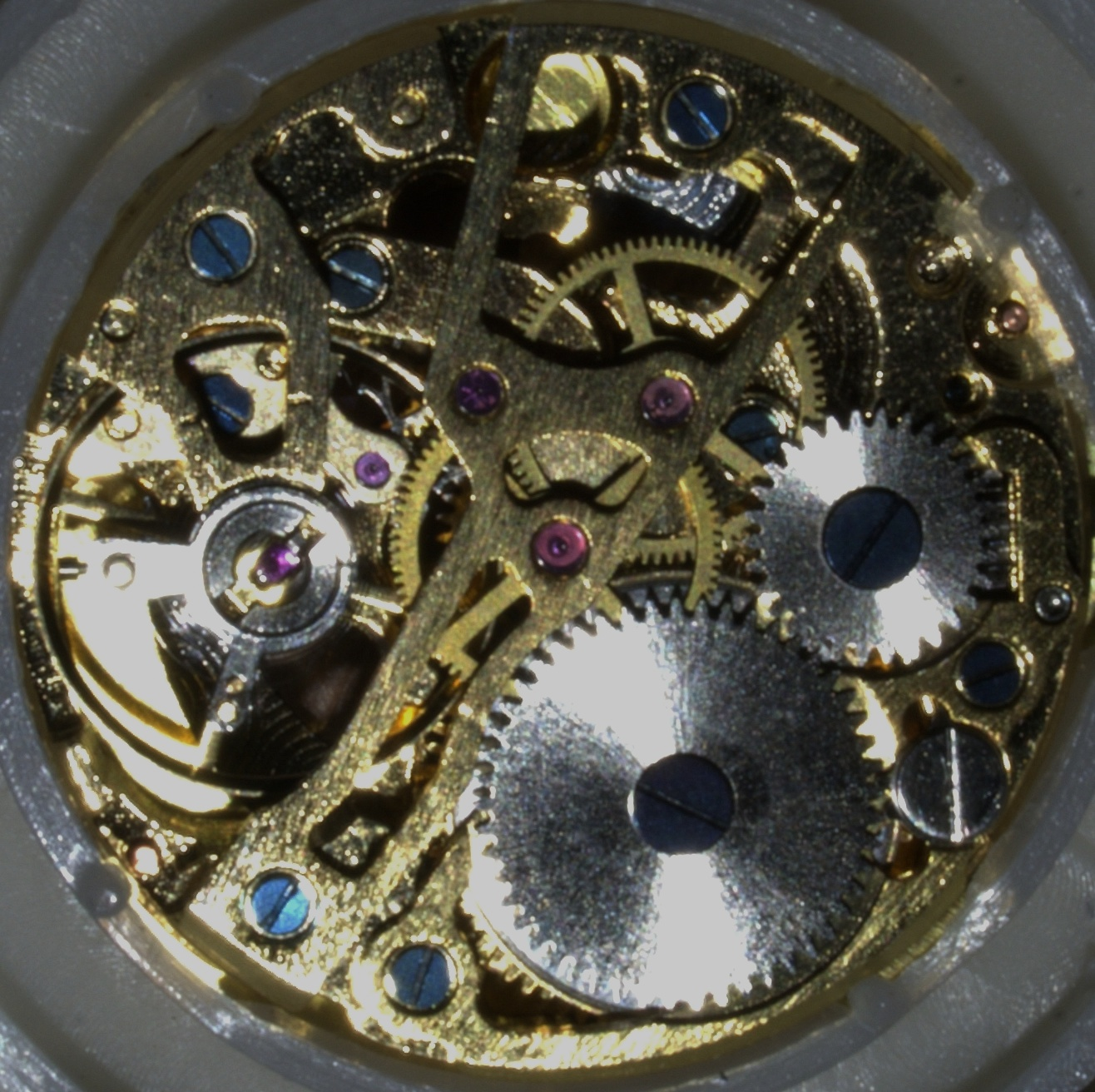
中国製標準ムーブメントは典型的な低家格スケルトン化バージョンで、今日では多くのブランドが大量生産して販売している安価な機械式時計で頻繁に見られる。ムーブメントの粗い仕上げに注目してください。ケース内のムーブメントを保持し、安定させるために設計された白いプラスチックのスペーサー リングがムーブメントの周囲にはっきりと見えます。(2008年撮影)

中国標準ムーブメント(中国語:什么是统机)とは1970年代の中華人民共和国で実施された第四次五カ年計画で開発された機械式時計ムーブメントの全国統一標準規格である。  軽工業省の取り組みの一環として、初期の中国のいくつかの時計工場の技術者によって設計されたもので、一部の例外を除いて中国全ての工場が自社ムーブメントの生産を中止して標準規格されたムーブメントを大量生産することが義務付けられた。 このため標準ムーブメントの製造は、中国の時計製造の歴史における一時代全体を定義づけることになった。かつては中国で最も一般的に生産されていた機械式/自動巻き時計のムーブメントだったが、その後、生産数と品質が大幅に低下した。現在、このムーブメントは内部が見えるスケルトン化された安価な機械式時計として流通している。

## 歴史

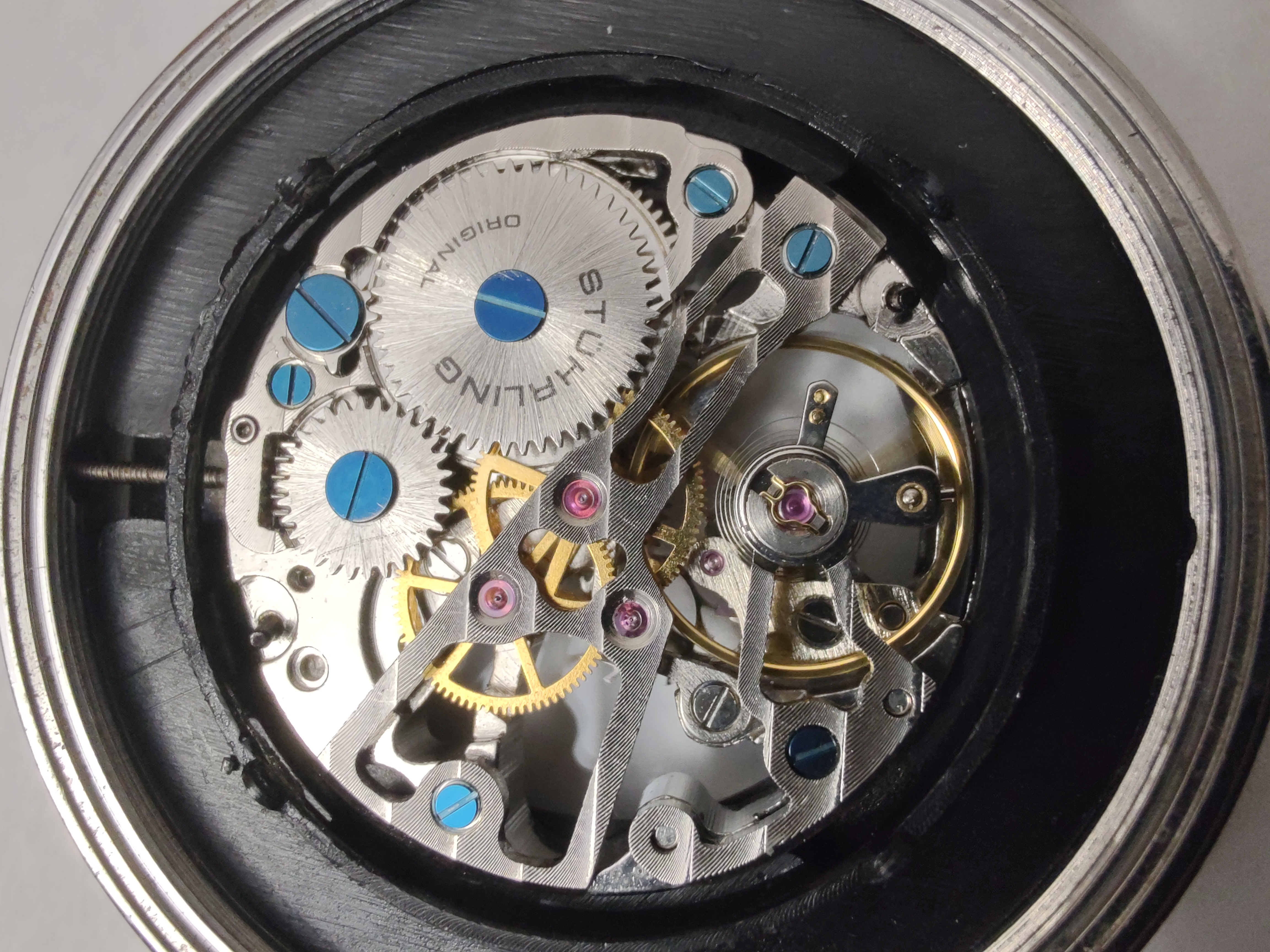
中国標準ムーブメントのスケルトン化バージョンで、コレは高品質の時計でムーブメントはケースの外側で処理されているが、このムーブメントには金属加工や仕上げの痕跡がまだ残っている。(写真2023)

1960 年代後半までに、中国の時計産業は成熟し、さまざまな工場から優れた品質と量の製品が生産された。これをさらに発展させるために第四次五カ年計画では、標準化された時計デザインをほぼ全ての州の工場で製造する業界の「統合」プログラムが求められた。この計画は中国語で统一机芯(Tongyi Jixin) として知られ统机 (Tongji)と略される
プロトタイプSZ-1は多くのユニットのエンジニアで構成される設計グループによって開発されました。このプロジェクトは、軽工業省の指導のもと、上海時計工業公司、上海時計工場、上海第二時計工場、天津時計工場、北京、遼寧省、広州市、天津時計時計工場の資源を活用し、1969年に開始された。西安紅旗時計工場、西安豊雷計器時計会社、西安軽工業省時計研究所、天津大学の計時計器の技術者および学者と協力。このグループは多くの外国時計のデザインを研究し、それらの長所を組み合わせてプロトタイプ SZ-1 を完成させた。試作品は1971年11月に完成した。
出来上がった製品は当時中国で販売されていたスイス製時計のEnicar AR1010に最もよく似ていた。ただし、Enicar が SZ-1 プロジェクトに関与したという証拠はない。HJ1A と呼ばれる同じデザインの大幅に大きいバージョンは、懐中時計用に吉林時計工場によって開発されました。
既存の工場で新しい時計の生産が確立されると、標準的な時計を製造するために多くの新しい工場も建設されました。ほとんどの工場では時計の完成品が社内で製造されていたため、必要なスキルと技術が全国に広く分散されました。1970年代の終わりまでに、中国には 30 以上の完全な時計製造企業がありました。中国の時計生産量は、1974年の656万4000個から 1982 年の3,301万個に増加しました。1983 年に生産された中国時計の約82% が標準ムーブメントを搭載していました。
このムーブメントは 1980年代までは中国で主に生産されていた時計ムーブメントだったが、その製造はその10年間に発生した時計業界のクォーツ危機の影響を免れなかった。経済政策の変更、デザインの代替、工場の閉鎖、多くの中国の時計製造施設の転用などが時計製造の減少に影響した。また製造数の点で中国標準ムーブメントの優位性も低下した。
このムーブメントは現在、日本では定価が三千～1万円ぐらいの範囲で販売されている機械式時計の中身として流通している。
機械式時計であることを示すスケルトン化されたシンプルな自動巻きモデルとして頻繁に見られる。
標準ムーブメントは、他の同様のムーブメントに比べて部品点数が少なくなるように設計されており、高い精度と信頼性を維持しながら、製造とメンテナンスが容易になった。標準腕時計キャリバーの基本仕様は、最小17石、21,600bph (拍動数)脱進機、最小40時間のパワーリザーブ、1日あたりの平均歩度+/-30秒以内
ムーブメントは自動巻きと手巻きの両方の形式で高級品から低価格版までグレードで中国の国営時計メーカーによって独占的に製造されていた。 

## リファレンス
1. ↑   “Chinese Standard Movement”. Chinese Watch Wiki. 2015年7月23日時点のオリジナルよりアーカイブ。2017年3月18日閲覧。
2. ↑   “Chinese Standard Movement”. Chinese Watch Wiki. 2015年7月7日時点のオリジナルよりアーカイブ。2017年3月18日閲覧。
3. 1 2 3 4 5 6  “Chinese Standard Movement”. Chinese Watch Wiki. 2015年7月7日時点のオリジナルよりアーカイブ。2015年7月20日閲覧。
4. ↑  “History of Chinese watchmaking”. Chinese Watch Wiki. 2015年7月23日時点のオリジナルよりアーカイブ。2017年3月18日閲覧。
5. ↑  “Chinese mechanical watch grades”. Chinese Watch Wiki. 2015年7月23日時点のオリジナルよりアーカイブ。2015年7月22日閲覧。